# Bacačko oružje
Bacačko oružje je generički termin za bilo koje oružje koje se koristi bacanjem. Ovisno o obliku i balistici tog oružja, ono se baca ravno ili rotirajuće. Primjeri su tomahawk, bumerang ili koplje. Bacačko se oružje koristi za lov i ratovanje.
Za korištenje ovog oružja korisnik mora biti upoznan s njegovim svojstvima i imati minimalnu razinu uvježbanosti.
Učinak ovog oružja određen je njegovim oblikom: oštrica može rascijepiti metu, može se u nju zabosti ili je udariti putem svoje kinetičke energije. Kao i kod većine oružja, mogući su i hibridi.
Bacačko oružje može biti od kamena, drva, metala i drugih materijala.

## Bacačke sprave
Bacačke sprave su bojne naprave kojima su se prije izuma baruta izbacivali projektili od kamena, drva ili željeza, katkada ispunjeni zapaljivom smjesom. Kao pogonska sila služila je elastičnost drva i čelika povezana s naponom uvijenih konopaca i žila ili centrifugalna sila. Takve su sprave služile u prvom redu za rušenje utvrda, izazivanje požara, za rastrojavanje borbenog rasporeda neprijatelja i uništavanje brodova (balista; katapult). Osim tih, teško pokretnih sprava, postojale su i ručne bacačke sprave kojima je rukovao pojedinac, držeći ih jednom ili objema rukama (praćka; baleštar ili samostrjel). Smatra se da su ih rabili već drevni Egipćani, Asirci i Feničani, a prve detaljne podatke o njima daju antički Grci u 7 stoljeću pr. Kr. U Europi su se bacačke sprave održale sve do kraja 16. stoljeća. 

## Povijest
Bacačko oružje spada među najstarija oružja u povijesti čovječanstva. Prve i najprimitivnije vrste oružja bilo je kamenje i drva koje se bacalo.

## Galerija
- Rimsko koplje (pilum)
- Franciska, franačka sjekira
- Bola
- Bumerang
- Tomahawk
- Šuriken